# Стшижовець (Люблінське воєводство)
Стшижовець (пол. Strzyżowiec) — село в Польщі, у гміні Вербковичі Грубешівського повіту Люблінського воєводства. Населення — 65 осіб (2011).

## Історія
За даними етнографічної експедиції 1869—1870 років під керівництвом Павла Чубинського, у селі проживали греко-католики, які розмовляли українською мовою.
У 1975—1998 роках село належало до Замойського воєводства.

## Демографія
Демографічна структура станом на 31 березня 2011 року:
|          | Загалом | Допрацездатний вік | Працездатний вік | Постпрацездатний вік |
| -------- | ------- | ------------------ | ---------------- | -------------------- |
| Чоловіки | 32      | 6                  | 23               | 3                    |
| Жінки    | 33      | 6                  | 13               | 14                   |
| Разом    | 65      | 12                 | 36               | 17                   |